# Virginia Slims of Chicago 1987
Virginia Slims of Chicago 1987 — жіночий тенісний турнір, що проходив на закритих кортах з килимовим покриттям UIC Pavilion у Чикаго (штат Іллінойс, США). Належав до турнірів 3-ї категорії в рамках Туру WTA 1987. Відбувсь ушістнадцяте і тривав з 9 листопада до 15 листопада 1987 року. Перша сіяна Мартіна Навратілова здобула титул в одиночному розряді, свій другий підряд і восьмий загалом на цьому турнірі.

## Фінальна частина

### Одиночний розряд
Мартіна Навратілова —  Наташа Звєрєва 6–1, 6–2
- Для Навратілової це був 4-й титул в одиночному розряді за сезон і 129-й — за кар'єру.

### Парний розряд
Клаудія Коде-Кільш /  Гелена Сукова —  Зіна Гаррісон /  Лорі Макніл 6–4, 6–3